# Isao Koizumi
Isao Koizumi (japonès: 小泉勲)  (Tòquio, 2 de juliol de 1945) és un ex-jugador de voleibol japonès que va competir durant la dècada de 1960. El 1968 va prendre part en els Jocs Olímpics de Ciutat de Mèxic, on guanyà la medalla de plata en la competició de voleibol.